# Deponie Ihlenberg

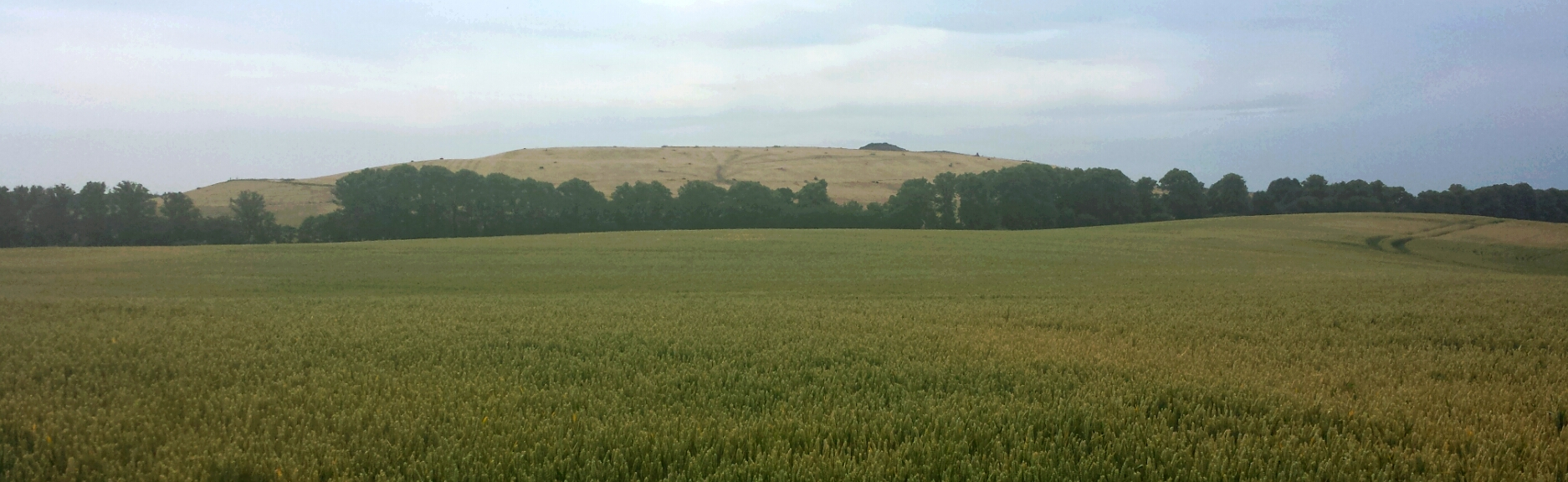
Der Müllberg der Deponie von Norden

Die Deponie Ihlenberg, nach der früheren Bezeichnung VEB Deponie Schönberg heute noch oft Deponie Schönberg genannt, ist eine 1979 im Bezirk Rostock gegründete Abfallentsorgungsanlage für gefährliche und nicht gefährliche Abfälle in Mecklenburg-Vorpommern. Sie gehört zum angrenzenden Selmsdorf.

## Lage
Die Deponie befindet sich im westlichen Mecklenburg-Vorpommern in der Nähe von Selmsdorf und Schönberg innerhalb des ehemaligen Sperrgebietes der innerdeutschen Grenze. Zwischen den beiden Ortslagen befindet sich die natürliche Anhöhe Ihlenberg (60 m und 82 m über NN), die sich über mehrere Kilometer ausdehnt. Diese gab nach 1991 der Deponie ihren neuen Namen. Auf der Südhälfte dieser Anhöhe wurde die Deponie als Hangdeponie bzw. Haldendeponie errichtet. Die Entfernung zum Zentrum der nächstgelegenen Großstadt Lübeck beträgt etwa 14 km, die nächste Wohnbebauung ist nur 200 Meter entfernt.

## Geschichte

### Hintergrund
Grundlage der zukünftigen Deponie Schönberg bildete der deutsch-deutsche Vertrag aus dem Jahre 1973.
Im Januar 1979 beschloss das Politbüro der DDR, dass im Bezirk Rostock unweit des Grenzgebietes eine Mülldeponie zu errichten sei. Diese Order wurde vom Rat des Bezirkes Rostock ebenfalls per Beschluss im März 1979 weiter an den Kreis Grevesmühlen delegiert. Den Kreistagsabgeordneten in Grevesmühlen wurde lediglich mitgeteilt, dass am Standort Ihlenberg eine Deponie für Bauschutt, Schlacke, Flugasche o. ä. eingerichtet werden soll. Von Sonderabfallstoffen war damals nicht die Rede.

### Bau
In einem ersten Schritt wurden die Grundstücke am Ihlenberg, die zwischen Dorf Selmsdorf und Stadt Schönberg lagen, in Volkseigentum umgewandelt und enteignet. Der Bau schritt schnell voran, sodass die Deponie am 15. Mai 1979, vier Monate nach dem Ministerratsbeschluss, betriebsbereit war. Ein Genehmigungsverfahren mit öffentlicher Beteiligung gab es nicht, ebenso wenig eine Bürgerrechtsbewegung oder Umweltschutzorganisation. Als bedenklich gilt das Fehlen einer Bewertung der Bodenverhältnisse für eine Deponie vor Baubeginn: Zu diesem Zeitpunkt – wenn überhaupt – erfolgte Bodenuntersuchungen bezüglich Lage, Tiefe, Grundwasser und Schichtungen wurden und werden von der Deponiebetreiberin bis heute geheim gehalten. Es war bekannt, dass es sich beim Boden neben Geschiebemergel um stark gefaltete eiszeitliche Sand- und Kiesschichten mit einem hohen Durchlässigkeitsgrad für Fluide handelt, denn es war auch Sand- und Kiesabbau ins Auge gefasst worden.
Ob es für die Errichtung und Inbetriebnahme eine rechtmäßige Genehmigung von den zuständigen Behörden unter Mitwirkung der Legislativen in der DDR gab, ist nicht bekannt. Der Politbürobeschluss vom Januar 1979, oft auch von Müllhändlern und Behörden in den Altbundesländern als Genehmigung bewertet, kann nicht einer Genehmigung im Sinne der Gesetzgebung in der DDR gleichgestellt werden. Die Einrichtung und Inbetriebnahme von Abfalldeponien in der DDR wurde seinerzeit durch das Landeskulturgesetz geregelt, nicht aber durch ein Politbüro. Das Politbüro ist auch nicht die genehmigende Behörde in der DDR gewesen (siehe Verfassung der DDR).

### Betrieb in der DDR

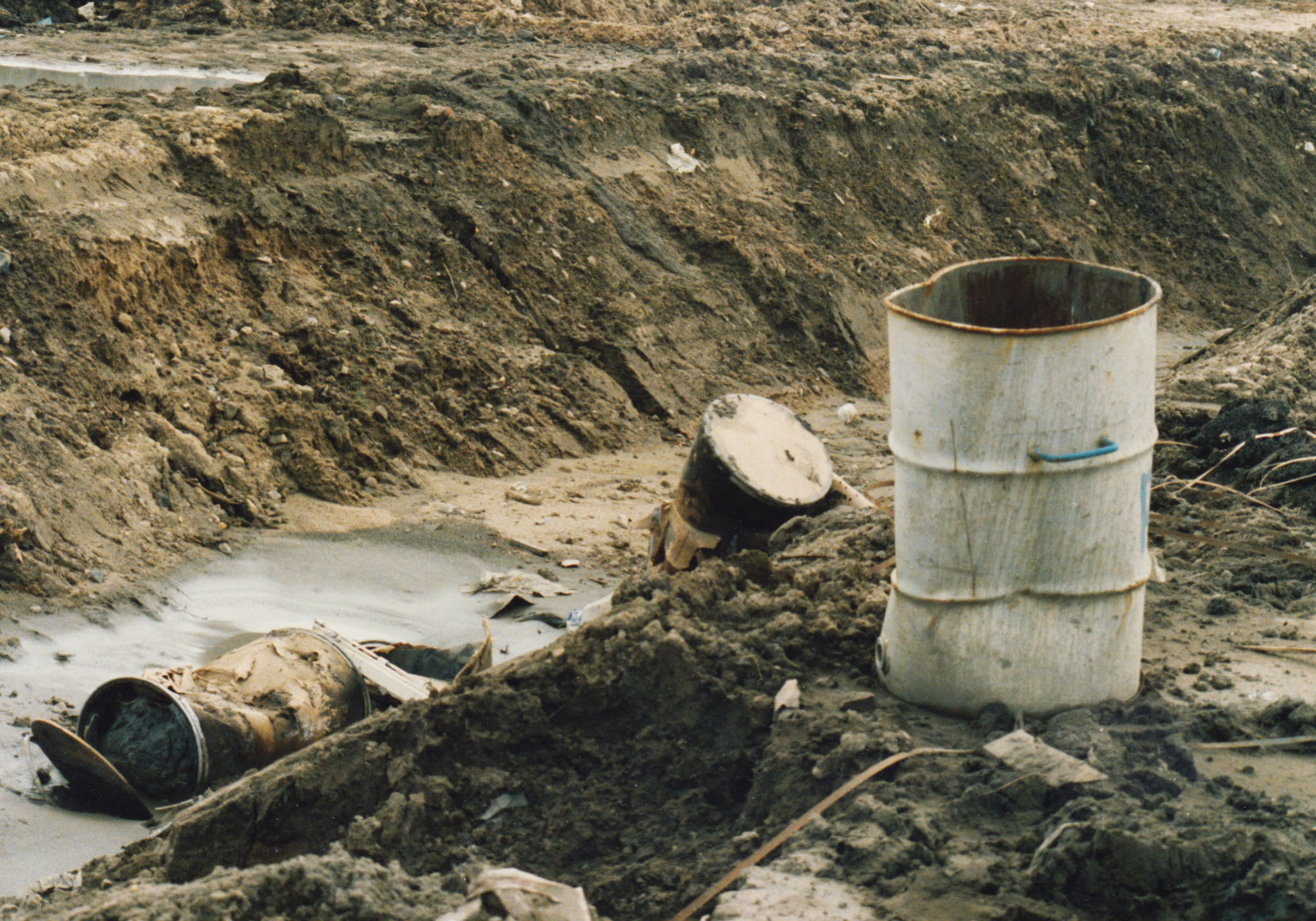
Müllfässer auf der Deponie Schönberg im April 1984

Die ersten vier Jahre wurde die Deponie vom VEB Stadtwirtschaft Grevesmühlen betrieben, die der Stadtverwaltung von Grevesmühlen unterstand. 1983 wurde sie in einen selbständigen bezirksgeleiteten Betrieb, den VEB Deponie Schönberg, umgewandelt.
In den ersten Monaten wurden etwa 15.000 Tonnen Bauschutt aus dem Raum Lübeck nach Schönberg verbracht. Auf diese Ablagerung von Bauschutt folgte entsprechend einem weiteren Politbürobeschluss aus dem Jahr 1980 dann die Verkippung von Sonderabfallstoffen. Eine Basisabdichtung, wie sie heute vorgeschrieben ist, war damals weder im Osten noch im Westen technischer Standard. Dumpingpreise und die unzulängliche Überwachung durch die DDR-Behörden machten die Deponie Schönberg für die europäische Abfallwirtschaft interessant. Der Preis für die Benutzung einer Müllverbrennungsanlage lag im westeuropäischen Wirtschaftsgebiet bei bis zu 300 DM pro Tonne, noch deutlich teurer war die Deponierung von Sondermüll in einer Untertagedeponie. In Schönberg dagegen konnte Müll für 20 DM pro Tonne entsorgt werden.
Der Müll kam unter anderem aus den Niederlanden. Neben den Philips – Glühlampenwerken NL gehörte in der Anfangszeit auch W. Biesterfeld u.Co. in Alphen, Blythe Cobours in Maastricht, Seado B.V und Oco Andeno zu den Kunden der Deponie. Unternehmen aus Westdeutschland waren unter anderem Dankers Hamburg-Heimfeld, Beiersdorf AG, Rastatt AG Niederlassung Hamburg, Reinger Sondermüllbeseitigung Wutöschingen-Horheim, ABG Messerschmitt – Blohm GmbH, K+S AG, Deutsche Shell AG Raffinerie Harburg, ABG Berliner Gaswerke Hamburg, C.F. Plump Bremen, Edelhoff Bramsche und die Ruhrkohle AG Essen.
Im Jahr 1982 wurde nach einem weiteren Beschluss des Politbüros der DDR die Deponie auch für Stoffe, in denen die vorgeschriebenen Grenzwerte der Giftklasse 1 und 2 eingehalten wurden, freigegeben. Kontrollen über die angelieferten Chemikalien konnten bis spät in die 1980er Jahre nicht durchgeführt werden, da die entsprechende Technik nicht vorhanden war. Zuständig für chemische Analysen war die in Wismar ansässige Intercontrol. Ab 1983 wurden im Umweltministerium der DDR Stimmen laut, dass die hohe Dioxinbelastung der angelieferten Abfallstoffe gesundheitliche Auswirkungen auf die Mitarbeiter haben könnte. Einfluss auf die Annahme der Stoffe hatte dies jedoch nicht.
Hauptvertragspartner der DDR im Westen wurde das Hanseatische Baustoffkontor (HBK), das die alleinigen Vermarktungsrechte erhielt. Die Gesellschafter des HBK stellten im Gegenzug notwendige Kontakte zu Persönlichkeiten aus Wirtschaft und Politik in der Bundesrepublik her. Politiker in Kiel, Hamburg oder Nordrhein-Westfalen erhielten Vergünstigungen vom Hauptgesellschafter Adolf Hilmer, wie beispielsweise regelmäßige Geldzuwendungen, Urlaubsaufenthalte in Travemünde, auf Föhr etc.
Zu den wichtigsten Zielpersonen für die Bemühungen des HBK gehörte der damalige Abteilungsleiter im Ministerium für Landwirtschaft Schleswig-Holstein, Peter-Uwe Conrad, der gleichzeitig auch zuständig für die Erteilung von Transportgenehmigungen war. In der DDR wurden die Abläufe von der Intrac gesteuert, einem Teilbereich des staatlichen Außenhandelsunternehmens im Bereich der Abteilung KOKO in Ostberlin.
1989 erreichte die Deponie Schönberg den vorläufigen Höhepunkt an Belieferung von 1,3 Millionen Tonnen überwiegend Sondermüll, aber auch gewerblichem Abfall. Insgesamt lagerten Ende 1989 etwa 10 Millionen Tonnen Müll auf der Deponie.

### Nach der Wende, 1989–1993

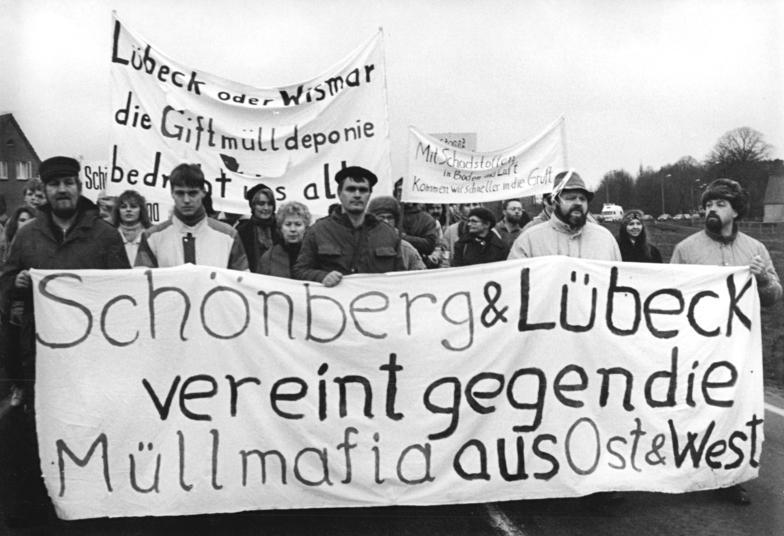
Bürgerprotest im Jahr 1990

Nach 1989 übernahm zunächst die Treuhandanstalt den Deponiebetrieb, wobei aus Vermarktungsgründen gleichzeitig der Name VEB Deponie Schönberg in Ihlenberg-Deponie wechselte. Die Kontrolle über das Gelände behielt Adolf Hilmer. Ab 1993 wurden der DMG Deponie-Management GmbH die Nutzungsrechte vertraglich zugestanden, deren Hauptgesellschafter Hilmer und RWE Umwelt waren. Schließlich entstand die IAG (Ihlenberger Abfallentsorgungs-Gesellschaft). Die Verantwortung für die Nachsorge jedoch blieb in staatlicher Hand. Diese Art der Risikoverteilung führte zu Protesten, so dass schließlich ein Untersuchungsausschuss im Landtag Mecklenburg-Vorpommern von PDS und SPD eingerichtet wurde. Hintergrund war das Bekanntwerden möglicher Folgekosten für die Sicherung und Sanierung des auf 13 Millionen Kubikmeter angewachsenen Giftmüllbergs. Fachleute schätzten den Finanzmittelbedarf auf ca. 1 Milliarde DM. Rückstellungen von ca. 76 Millionen DM aus dem Jahre 1993 wurden allerdings von der Treuhandgesellschaft im Zuge der Eigentumsübertragung komplett eingezogen. In der Folge gab es noch zwei weitere Untersuchungsausschüsse des Landes, denen es auch nicht gelungen ist, Klarheit in die dubiosen Vorgänge der vereinigungsbedingten Kriminalität in Bezug auf die Eigentums- und Nutzungsverhältnisse der Deponie zu bringen. Aufgrund der im Zuge der Ermittlungen gegen ihn erhobenen Vorwürfe musste der Politiker Wolfgang Kubicki 1993 von dem Landesvorsitz der FDP und dem Fraktionsvorsitz im Kieler Landtag zurücktreten.

### Die weiteren Jahre
Seit 1996/98 befinden sich die Nutzungsrechte über die IAG wieder in staatlicher Hand. Durch eine Vielzahl von Sonder- und Ausnahmegenehmigungen, die sich die staatlichen Behörden selbst ausstellten, wird die Deponie heute unter dem Namen „Deponie Ihlenberg“ betrieben. Ein schlüssiges und verbindliches Schließungs-, Sicherungs- und Nachsorgekonzept gibt es nicht, weswegen auch der Finanzmittelbedarf dafür nicht bekannt ist.
Unter dem Druck der Bürgerinitiativen etablierte der Umweltminister des Landes Mecklenburg-Vorpommern Wolfgang Methling einen Deponiebeirat, in dem Vertreter des Landes, des Kreises Grevesmühlen, der anliegenden Gemeinden, der IAG und der Bürgerinitiativen vertreten sind.
Jährlich wächst der Müllberg um ca. 600.000 Tonnen überwiegend überwachungsbedürftigen Sondermülls aus allen Teilen der Bundesrepublik. Die Höhe des Berges beträgt gegenwärtig etwa 110 Meter, die Grundfläche umfasst ein Gebiet von 82 ha. Anlagen zur Müllbehandlung, insbesondere des Sondermülls, sind am Ihlenberg nicht vorhanden.
Die Geschäftsleitung der IAG und die Mehrzahl der Aufsichtsratsmitglieder kamen bis 2019 aus Schleswig-Holstein, die Arbeitskräfte stammen zumeist aus Mecklenburg-Vorpommern.
Zwischen 2003 und 2005 gab es zwei Entlassungswellen. Die Mitarbeiterzahl reduzierte sich dadurch von 164 auf ca. 100.
Im Oktober 2019 wird berichtet, das Finanzministerium plane die Schließung der Deponie für 2035. 2019 wurde die Geschäftsführung ausgewechselt, um die Schließung einleiten zu können.

## Umweltbelastungen
1982 wurden die ersten belegbaren Untersuchungen des Untergrundes durchgeführt. Geschiebemergel und Lehm wechseln mit sandigen Schichten. Der Grundwasserstand am Ihlenberg ist ungewöhnlich hoch. Der obere Grundwasserleiter reicht stellenweise bis an die Erdoberfläche. Das anfallende Oberflächenwasser wird gepoldert und gezielt in den Stadtteich der Stadt Schönberg eingeleitet. Giftige Sickerwässer wurden bis 1990 abgesaugt, erst seit 1990 in einer Reinigungsanlage mit Osmosetechnik entschärft, wobei das gewonnene Giftkonzentrat wieder auf den Müllberg zurückverbracht wird. 1996 wurde erstmals offiziell bekannt, dass es im nördlichen Bereich der Deponie zur Grundwasserkontamination gekommen ist. Nach und nach wurden ab 1998 Messtechnik und Permanentanalytik, um Kosten zu sparen, zurückgefahren.
Die größte Bedrohung geht von der fehlenden Basisabdichtung der Altdeponie aus. Sobald das hochtoxische Sickerwasser unter diesem Teil den Grundwasserleiter erreicht hat, was nur eine Frage der Zeit ist, ist das Grundwasser der Region unrettbar vergiftet. Das kann auch Lübeck betreffen, weil nicht sicher erwiesen ist, dass der Grundwasserstrom nicht auch in Richtung Lübeck fließt.
Im Jahre 2001 gründete sich eine weitere Bürgerinitiative, die mit erheblichem, auch finanziellem, Aufwand bemüht ist, die negativen Auswirkungen der Deponie in der Region zu minimieren.
Ende 2002 wurde erstmals bekannt, dass Mitarbeiter der IAG an einer Krebserkrankung leiden. Dem Betriebsarzt war bis dahin davon angeblich nichts bekannt. 16 Mitarbeiter mussten infolge öffentlichen Drucks der zuständigen Berufsgenossenschaft gemeldet werden. Die Anzahl der bekannt gewordenen an Krebs erkrankten Mitarbeiter ist seit dieser Zeit weiter angestiegen.
2005 wurde von der Universität Greifswald eine epidemiologische Studie zu den Krebsfällen begonnen, die Mitte 2008 eine um 80 % erhöhte Krebsgefahr für die Mitarbeiter der Deponie feststellte.
2018 wurden Bodenwerte von Cadmium, Zink und Quecksilber festgestellt, die im Bereich des 30- bis 100-fachen des erlaubten Grenzwerts lagen.

## Abfälle
Abgekippt und vergraben wurden und werden hier alle denkbaren in Europa vorkommenden chemischen Abfallstoffe. Überwiegend aus Italien, der Schweiz und dem Ruhrgebiet wurden Abfallprodukte der chemischen Industrie, die sich nicht mehr vermarkten lassen bzw. sich als Problemstoffe darstellten, nach Schönberg verbracht und in so genannte „Sondergräben“ eingekapselt. Diese Sondergräben – Hohlräume mit teilweise mineralischer Abdichtung – wurden seit 1982 für Stoffe eingerichtet, die nicht im Tagebau verbracht werden durften.
Lange wurden auf der Deponie Ihlenberg u. a. brisante Abfälle wie der Reaktorinhalt aus dem Sevesounglück und aktive Abfälle aus dem mutmaßlichen Unfall bei der GKSS vermutet.
Am 23. November 1981 traf eine Lieferung von Fässern aus Italien auf der Deponie ein, deren Inhaltsstoffe auf der Schönberger Deponie nicht bekannt waren. Wegen dieses Zwischenfalls auf der Deponie wurde der Zivilschutz aus Grevesmühlen hinzugezogen. Die Abfallstoffe – teilweise flüssig und in verschlossenen Fässern – wurden, so die Aktenlage, später in einem Sondergraben Sauer eingehaust. Durch „gezielte Maßnahmen“ der Stasi und mit Unterstützung des Hauptgesellschafters des HBK konnte der in diesem Zusammenhang mediengeführte „umweltpolitische Aufruhr“ auf westdeutscher Seite zurückgedrängt werden.
Der Deponiebetreiber behauptet, dass ein Kataster für die hier eingelagerten Stoffe existiere. Den Beweis dafür konnte und wollte er bis heute jedoch nicht erbringen. Zu den am strengsten gehüteten Geheimnissen des Deponiebetreibers gehören die Deklarationsanalysen der angelieferten Abfallstoffe. Diese Deklarationsanalysen wurden zu DDR-Zeiten in der Deponie-Vertriebszentrale in Berlin-Pankow bewertet und archiviert. Der VEB-Schönberg ließ zusätzlich Proben von verschiedenen Abfällen beim Unternehmen Intercontrol in Wismar anfertigen.
Kerngeschäft der einstigen DMG und IAG sind die Annahme und das Vergraben von Abfallstoffen in geschlossenen Behältern – Bigbag und Fässer. Oftmals stammen diese aus den Häfen Neapel (Italien) und Rotterdam, aber auch aus Deutschland, z. B. BASF, oder aus der Entsorgungsmasse des KKW Greifswald. Die tatsächlichen Produzenten der Abfallstoffe aus dem Ausland sind oftmals nicht bekannt. Eine Analyse der Inhaltsstoffe der Behälter findet bei der IAG nur in bestimmten Fällen statt. In der Regel beschränkt man sich auf eine sensorische Prüfung der geschlossenen Behälter, da diese vor Ort aus Sicherheitsgründen nicht mehr geöffnet werden dürfen.
Ein weiteres und sehr bedeutendes Standbein der Sondermülldeponie ist das Vermischen von verschiedenen Abfallstoffen. Somit ist die IAG auch in der Lage, flüssige, schlammige und geschredderte Abfälle mit erhöhtem Schadstoffgehalt aufzunehmen.
Siedlungsabfälle und leichte Gewerbeabfälle wurden auf der Sondermülldeponie nur mit dem Hintergrund angenommen, die teilweise oftmals schlammigen oder pulverförmigen Sonderabfallstoffe deponiefähig zu machen. Eingebaute Siedlungsabfälle sind wichtiger Bestandteil des Wasserhaushaltes innerhalb des Deponiekörpers. Seit 2005 leidet das Deponieunternehmen am Mangel dieser Siedlungsabfälle. Ohne diesen Anteil ist die Deponierung von Sonderabfällen und Abfällen in geschlossenen Behältern mit erheblichen Problemen behaftet. Deshalb werden beispielsweise gegenwärtig Schredderabfälle in einem Zwischenlager abgelegt und nach Möglichkeiten gesucht, durch Vermischung verschiedener Abfallstoffe, die Problemstoffe in einen „deponiefähigen“ Zustand, bezogen auf die Schärfigkeit, zu versetzen.